# Samu Torsti
Samu Torsti (Vaasa, 5 september 1991) is een Fins alpineskiër. Hij is gespecialiseerd in de reuzenslalom.

## Carrière
Torsti nam deel aan internationale wedstrijden vanaf 2006. Hij maakte zijn debuut in de wereldbeker in 2009 in Alta Badia en nam in 2011 voor het eerst deel aan de wereldkampioenschappen alpineskiën in Garmisch-Partenkirchen.
In 2014 nam hij deel aan de Olympische Winterspelen in Sotsji. In de reuzenslalom eindigde hij als 21e. Enkele maanden later behaalde hij in Beaver Creek zijn eerste punten in het wereldbekerklassement. Op de Spelen van 2018 werd hij 17e.

## Resultaten

### Wereldkampioenschappen
| Jaar | Plaats                 | Resultaten        |
| ---- | ---------------------- | ----------------- |
| 2011 | Garmisch-Partenkirchen | 32e Reuzenslalom  |
| 2013 | Schladming             | 32e Reuzenslalom  |
| 2015 | Vail/Beaver Creek      | 21e Reuzenslalom  |
| 2017 | Sankt Moritz           | DNF2 Reuzenslalom |
| 2019 | Åre                    | 25e Reuzenslalom  |

### Olympische Spelen
| Jaar | Plaats      | Resultaten       |
| ---- | ----------- | ---------------- |
| 2014 | Sotsji      | 21e Reuzenslalom |
| 2018 | Pyeongchang | 17e Reuzenslalom |

### Wereldbeker

#### Eindklasseringen
| Seizoen   | Algm | RS  | PAR |
| --------- | ---- | --- | --- |
| 2014/2015 | 96e  | 26e |     |
| 2015/2016 | 149e | 53e |     |
| 2016/2017 | 112e | 40e |     |
| 2017/2018 | 112e | 38e |     |
| 2018/2019 | 152e | 54e |     |
| 2019/2020 | 163e | -   | 44e |